# اثر فرانز-کلدیش
اثر فرانز-کلدیش تغییر در جذبش نوری توسط یک نیم‌رسانا هنگام اعمال میدان الکتریکی است. این اثر از نام فیزیکدان آلمانی والتر فرانز و فیزیکدان روسی لئونید کلدیش (برادرزاده مستیسلاف کلدیش) نامگذاری شده‌است.
کارل دبلیو بوئر ابتدا جابجایی لبه جذبش نوری با میدان‌های الکتریکی را در طی کشف حوزه‌های میدان-بالا مشاهده کرد و این را اثر فرانز نامید. چند ماه بعد، هنگامی که ترجمه انگلیسی مقاله کلدیش در دسترس قرار گرفت، او آن را به اثر فرانز-کلدیش تصحیح کرد.
همان‌طور که در ابتدا تصور می‌شد، اثر فرانز-کلدیش نتیجه تابع‌موجی‌هایی است که در شکاف باند «نشت می‌کنند». هنگامی که یک میدان الکتریکی اعمال می‌شود، تابع‌موج‌های الکترون و حفره به‌جای امواج تخت، به توابع ایری تبدیل می‌شوند. تابع ایری شامل یک «دم» است که به شکاف باند کلاسیک ممنوع امتداد می‌یابد. طبق قانون طلایی فرمی، هرچه همپوشانی بین تابع‌موج‌های یک الکترون آزاد و یک حفره بیشتر باشد، جذبش نوری قوی‌تر خواهد بود. حتی اگر الکترون و حفره در پتانسیل‌های کمی متفاوت باشند (مکان‌های فیزیکی کمی متفاوت در امتداد میدان)، دم‌های ایری کمی همپوشانی دارند. طیف جذبش اکنون شامل یک دم در انرژی‌های زیر شکاف باند و برخی نوسانات بالای آن است. با این حال، این توضیح اثرات اکسیتون‌ها را حذف می‌کند، که ممکن است بر خواص نوری نزدیک به شکاف باند تسلط داشته باشند.

## یادداشت
1. ↑  Böer, K. W.; Hänsch, H. J.; Kümmel, U. (1958). "Methode zum Sichtbarmachen von Leitfähigkeitsinhomogenitäten von Halbleitern". Die Naturwissenschaften (به آلمانی). Springer Science and Business Media LLC. 45 (19): 460. Bibcode:1958NW.....45..460B. doi:10.1007/bf00632716. ISSN 0028-1042.
2. ↑  Karl W. Böer Monatsber. Deutsch.Akad. d.Wissensch. 1,272 (1959)
3. ↑  Böer, K. W. (1959). "Inhomogene Feldverteilung in CdS-Einkristallen im Bereich hoher Feldstärken". Zeitschrift für Physik (به آلمانی). Springer Science and Business Media LLC. 155 (2): 184–194. Bibcode:1959ZPhy..155..184B. doi:10.1007/bf01337935. ISSN 1434-6001.
4. ↑  Böer, K. W.; Hänsch, H. J.; Kümmel, U. (1959). "Anwendung elektro-optischer Effekte zur Analyse des elektrischen Leitungsvorganges in CdS-Einkristallen". Zeitschrift für Physik (به آلمانی). Springer Science and Business Media LLC. 155 (2): 170–183. Bibcode:1959ZPhy..155..170B. doi:10.1007/bf01337934. ISSN 1434-6001.